# Pável Maríyev
Pável Lukiánovich Maríyev (en ruso: Павел Лукьянович Мариев; en bielorruso: Павел Лук'янавіч Марыеў, en lacinka, Pavieł Łukjanavič Maryjeŭ) nació el 16 de junio de 1938) es el actual Ministro del Consejo de la República de Bielorrusia. Maríyev es también una de las cinco personas que han sido presentadas con el título de Héroe de Bielorrusia. Pavel tiene un doctorado en el campo de Ciencias Técnicas y es el director general de la Fábrica Automovilística Bielorrusa (BelAZ), localizada en Żodzina. Pável Maríyev también ha sido condecorado con el título de "Merecido Trabajador de Industria de la República de Bielorrusia".
A Pável Maríyev le fue otorgado el título de Héroe de Bielorrusia por el presidente Alexander Lukashenko el 30 de junio de 2001 por "su trabajo y excepcionales esfuerzos" en el desarrollo de la construcción doméstica de automóviles".